# Monopterus roseni
Monopterus roseni är en fiskart som beskrevs av Bailey och Gans, 1998. Monopterus roseni ingår i släktet Monopterus och familjen Synbranchidae. IUCN kategoriserar arten globalt som otillräckligt studerad. Inga underarter finns listade i Catalogue of Life.